# Collum chirurgicum humeri

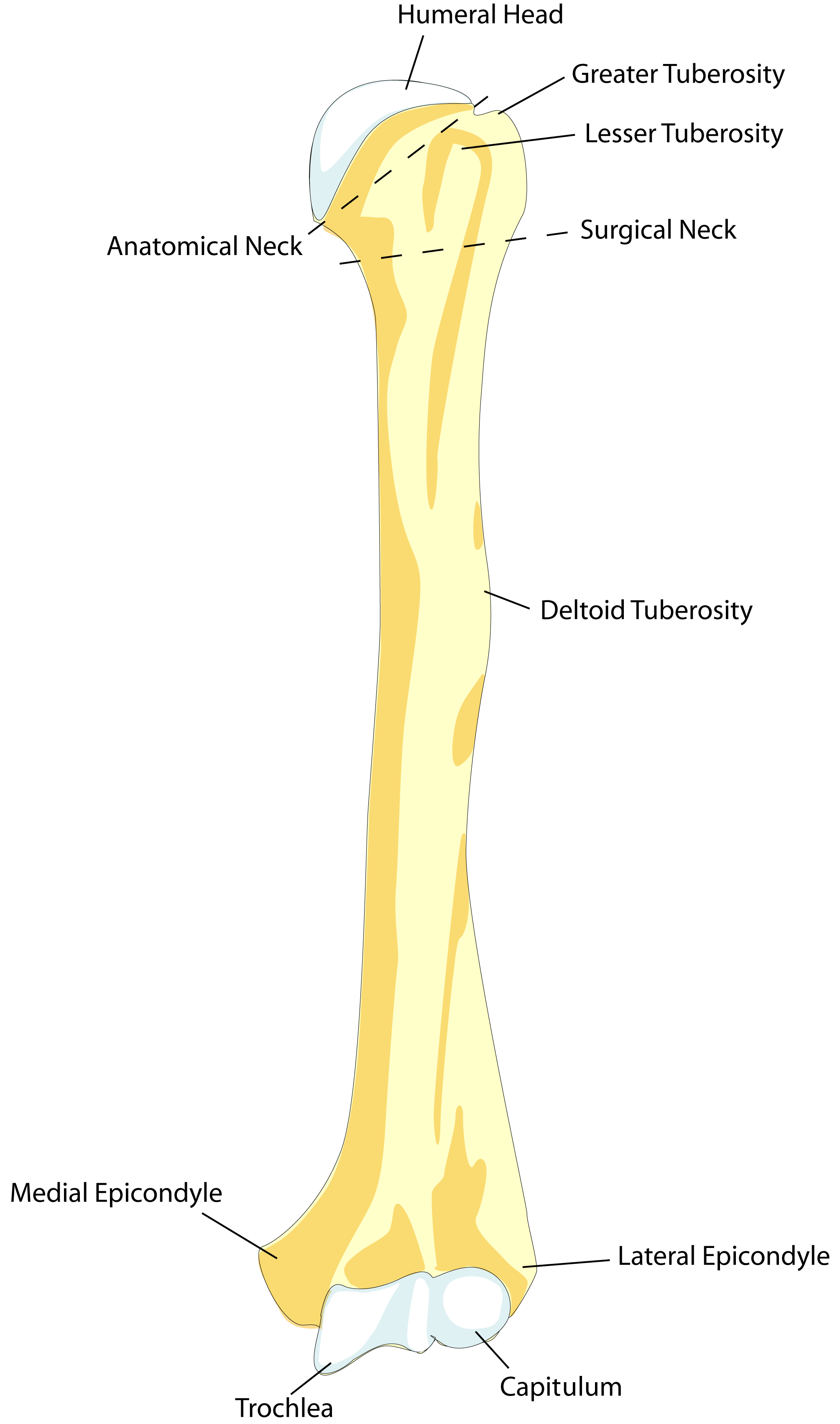
A sebészi nyak közel vízszintes szaggatott vonallal van jelölve)

A collum chirurgicum humeri (sebészi nyak) a felkarcsont (humerus) egy tájékozódási pontja a tuberculum majus humeri és a tuberculum minus humeri alatt.
Gyakrabban törik el itt a felkarcsont, mint a collum anatomicum humerinál. Ha törés van, akkor nagy az esély a nervus axillaris sérülésére.